# Nisídes Ímia
Nisídes Ímia är öar i Grekland.   De ligger i prefekturen Nomós Dodekanísou och regionen Sydegeiska öarna, i den östra delen av landet, 300 km öster om huvudstaden Aten. Arean är 4,0 kvadratkilometer.